# (10850) Denso
(10850) Denso (1995 BU4) – planetoida z grupy pasa głównego asteroid okrążająca Słońce w ciągu 3,29 lat w średniej odległości 2,21 j.a. Odkryta 26 stycznia 1995 roku.